# Patakivi
Patakivi är en ö i Finland. Den ligger i sjön Honkajärvi och i kommunen Sastmola i den ekonomiska regionen  Björneborgs ekonomiska region  och landskapet Satakunta, i den sydvästra delen av landet, 260 km nordväst om huvudstaden Helsingfors. Öns area är omkring 100 kvadratmeter och dess största längd är 20 meter i nord-sydlig riktning.